# Всемилостивейшие манифесты
Милостивые и всемилостивейшие манифесты — законодательные акты Российской империи, которыми в торжественной форме и по поводу каких-либо знаменательных событий (коронование, бракосочетание императора и т. п.) даровались народу милости; особый вид высочайших манифестов.

## XVII век
В московском периоде можно указать только указ 11 октября 1667 года, имевший характер милостивого манифеста. Этим указом, по случаю вступления в совершеннолетие царевича Алексея Алексеевича, бояре и прочие служилые люди пожалованы были увеличением размеров (придачей) поместных и денежных окладов. Но в этом указе не было даровано никаких милостей преступникам.
Обычай миловать преступников по поводу знаменательных событий начинает устанавливаться с Петра I. Ещё во время его совместного царствования с братом Иваном были изданы два милостивых указа: первый (19 мая 1691 года) — в поминовение души великой княжны Феодосии Иоанновны, второй (26 января 1694 г.) — в поминовение царицы Наталии Кирилловны. Этими указами было приостановлено на 6 недель всякое исполнительное производство по искам, в частности же воспрещалось применение правёжа.

## XVIII век
Религиозный характер сохраняли и некоторые милостивые акты, изданные в первой половине XVIII столетия. В последние дни царствования Петра I, во время его болезни, были изданы: 26 января 1725 года — именной указ, 27 января 1725 года — два сенатских указа, которыми облегчалась участь преступников «для многолетнего здравия государя и дарования ему от скорби облегчения». После кончины императора были изданы пять новых указов в поминовение его души и «для здравия государыни императрицы» (Екатерины I). С той же целью, то есть «в поминовение души», издан был 23 октября 1740 года манифест после смерти императрицы Анны Иоанновны, в регентство Бирона.
По случаю священного коронования впервые милости были объявлены при Петре II (24 февраля 1728). Затем, в ознаменование этого торжественного события, милости народу были дарованы императрицами Анной Иоанновной (22 июля 1730), Елизаветой Петровной (15 декабря 1741) и Екатериной II (22 сентября 1762) и императором Павлом I (23 апреля 1797).
Благополучное окончание войн и заключение мирных договоров с иностранными державами также ознаменовывалось изданием милостивых актов. К их числу относятся:
- именные указы 4 ноября 1721 г. и 4 апреля 1722 г., изданные Петром I по случаю заключения Ништадского мира;
- манифест 14 февраля 1740 г., изданный при Анне Иоанновне по случаю окончания войны с Турцией;
- манифест 15 июня 1744 г., изданный при Елизавете Петровне по случаю окончания войны со Швецией;
- манифесты 17 марта 1775 года и 2 сентября 1793 года, изданные при Екатерине II, по случаю заключения мирных договоров «с Портой Оттоманской» (Кючук-Кайнарджийский мир, 1774, и Ясский мирный договор, 1792).

При Екатерине II были обнародованы милости также по случаю открытия памятника Петру I (7 августа 1782 года) и в память двадцатипятилетия царствования императрицы (28 июня 1787 года).
В целом, манифесты XVIII столетия заботились, главным образом, об участи важнейших преступников, осуждённых к смертной казни, каторжной работе или ссылке на поселение.

## XIX век
В XIX столетии были изданы следующие милостивые и всемилостивейшие манифесты:
- 2 апреля 1801 года — об облегчении участи преступников и о сложении казенных взысканий, изданный вскоре после вступления на престол императора Александра I;
- 15 сентября 1801 — по случаю коронования императора Александра I;
- 13 декабря 1813 — о прощении жителей от Польши присоединённых областей, участвовавших с французами в войне против России;
- 30 августа 1814 — по случаю мира с Францией;
- 1 января 1826 — при восшествии на престол императора Николая I;
- 22 августа 1826 — по случаю коронования императора Николая Павловича;
- 16 апреля 1841 — по случаю бракосочетания наследника цесаревича Александра Николаевича;
- 27 марта 1855 — по случаю вступления на престол императора Александра II;
- 26 августа 1856 — по случаю коронования императора Александра Николаевича; манифест от того же числа о милостях и облегчениях, дарованных верноподданным Царства Польского;
- 28 октября 1866 — по случаю бракосочетания государя наследника цесаревича Александра Александровича;
- 15 мая 1883 — о милостях, дарованных в день священного коронования императора Александра Александровича (по вопросу о переборах из казны денег на предметы довольствия манифест 15 мая 1883 года был разъяснён законом 11 июля 1886 года).

В тех случаях, когда по поводу какого-либо знаменательного события милости даровались только определённой категории населения или преступников, их обнародование не облекалось в форму манифеста. Сюда относятся:
- именной указ 15 марта 1801 года о прощении людей, содержавшихся по делам тайной канцелярии, изданный императором Александром I немедленно по вступлении своем на престол;
- именной указ 22 июля 1837 года об оказании облегчений и милостей некоторым из находящихся в Сибири ссыльным, обнародованный по случаю путешествия по Сибири цесаревича и великого князя Александра Николаевича;
- изданные по случаю коронования императора Александра II именные указы 22 и 25 сентября 1856 г. о всемилостивейшем облегчении участи лиц военного и морского ведомств, впавших в преступления;
- изданное в ознаменование дня рождения великого князя Георгия Александровича положение комитета министров от 13 мая 1871 года об облегчении участи некоторых преступников (политических);
- изданное в ознаменование бракосочетания великой княжны Марии Александровны с герцогом Эдинбургским положение комитета министров от 9 января 1874 г. о даровании некоторых облегчений лицам, подвергшимся обвинениям в государственных преступлениях, если они не совершили после того новых преступлений и не были замечены ни в чём предосудительном;
- Высочайшее повеление 15 мая 1883 г. о милостях, дарованных по случаю священного коронования тем лицам, которые, подвергшись наказаниям, установленным исключительно для военного ведомства, не могут воспользоваться общим всемилостивейшим манифестом;
- именной указ 17 апреля 1891 г. о даровании милостей ссыльным в ознаменование посещения Сибири наследником цесаревичем и великим князем Николаем Александровичем.

## Помилование манифестом преступников
Обычай даровать помилование осуждённым или находящимся под судом во Всемилостивейших манифестах по поводу каких-либо торжественных событий был широко распространён в Российской империи. В Уложении о наказаниях помилованию были посвящены статьи 165—167. Они определяли:
- что помилование ни в каком случае не зависит от суда, а может быть лишь действием монаршего милосердия, сила и пространства коего определяются в том самом указе, которым даруется прощение или смягчается участь виновных,
- что помилование не распространяется на взыскание за вред и убытки, причинённые частным лицам, и на церковное покаяние.[1]

Всемилостивейший манифест позволял прекращать уголовные дела без постановления приговора. В подобном случае должностным лицам и их семействам давался четырехмесячный (для лиц, находящихся за границей — годовой) срок просить о возобновлении уголовного преследования по обвинениям этих лиц в преступлениях по должности. При этом имелось в виду дать им средства к доказательству своей невинности. Но если должностное лицо, просившее о возобновлении дела, «прекращенного за всемилостивейшим манифестом», по рассмотрении дела не будет оправдано, то оно уже не могло подпадать под силу того манифеста.
Для помилованных преступников, перешедших в категорию рецидивистов, существовала статья 131 Уложения о наказаниях; она относила «повторение того же преступления или учинение другого после суда и наказания за первое, и впадение в новое преступление, когда прежнее, не менее важное, было прощено виновному вследствие общего милостивого манифеста, или по особому Монаршему снисхождению» к числу общих увеличивающих вину обстоятельств.

## Порядок обнародования
Все манифесты — по распоряжению губернского правления, входящего в сношение с епархиальным начальством, — зачитывались после молитвенной службы при церквах и также по городам на площадях, а в уездах на мирских сходах и на торговых площадях заштатных городов, посадов, местечек и крупных селений; кроме того, они печатались в губернских ведомостях.